# PlayStation (marca)
PlayStation (プレイステーション Pureisutēshon?, tdl. «Estación de juego»), comúnmente abreviado como PS, es el nombre de una serie de consolas de videojuegos creadas y desarrolladas por Sony Interactive Entertainment. Han estado presentes en la quinta, sexta, séptima, octava y novena generación de videoconsolas; la compañía promotora está actualmente en el mercado con su PlayStation 5.
La marca se introdujo por primera vez el 28 de febrero de 1990 en Japón y ha desarrollado y publicado cinco videoconsolas de sobremesa, que incluyen un centro de medios de comunicación y un servicio en línea, posteriormente se introdujeron revistas y computadoras.
La primera consola de la serie fue PlayStation, que también fue la primera en vender 100 millones de unidades. Su sucesora, PlayStation 2, es la segunda consola de la serie, y la más vendida de la historia hasta la fecha, alcanzando más de 155 millones de unidades vendidas, llegando a estar en el mercado por 13 años. PlayStation 3, ha vendido más de 87 millones de consolas en todo el mundo, después le sigue PlayStation 4 lanzada en 2013 y 2014 con 118 millones de unidades vendidas como la tercera consola en superar dicho formato. Y la más reciente consola de Sony, PlayStation 5, lanzada en noviembre de 2020, ha llegado a las 50 millones de unidades.
La primera consola portátil de la marca fue PocketStation, que se lanzó en Japón en 1999, aunque se pretendía lanzar en el resto del mundo, pero debido a sus bajas ventas la consola solo llegó a Japón, y fue descontinuada en 2002 por Sony. Aunque la consola logró llegar a algunas partes fuera de Japón, como Sudamérica y algunos lugares de Europa. Su segunda videoconsola portátil fue PlayStation Portable (PSP) que hasta 2014 logró vender 80 millones de unidades, haciendo que Sony volviera al mercado portátil luego de que no les fue muy bien con PocketStation. Su sucesor fue llamado PlayStation Vita siendo la tercera y última portátil de Sony, que vendió 16 millones de unidades a 2018, pero la consola fue descontinuada en 2019 a nivel mundial debido a sus bajas ventas.
Otro hardware lanzado como parte de la serie de PlayStation incluye la PSX, un grabador de vídeo digital que se integró en la PlayStation y PlayStation 2, aunque duró poco debido a su alto precio y nunca fue lanzado fuera de Japón, así como una Sony Bravia televisión que cuenta con un sistema integrado de PlayStation 2. La serie principal de los controladores utilizados por las series PlayStation es el DualShock, una línea de joysticks de vibración-feedback con gamepad que llegaron a los 28 millones de unidades vendidas al 28 de junio de 2008.
En agosto de 2018, Sony anunció que sus consolas habían superado las 500 millones de unidades vendidas. Motivada por este hecho, la compañía presentó una edición limitada de la consola PlayStation 4 Pro llamada "PlayStation 4 Pro 500 Million Limited Edition".
El 19 de septiembre de 2018, Sony Interactive Entertainment anunció el lanzamiento de la consola PlayStation Classic, una versión en miniatura de la primera PlayStation que incluye 20 juegos precargados. Es un 45 % más pequeña que la consola original e incluye dos mandos de juego y una ranura para conexiones HDMI. Se pondrá a la venta en cantidades limitadas en Norteamérica, Europa y Japón el 3 de diciembre de 2018.
El 8 de octubre de 2019, vía Twitter, Sony hizo oficial el anuncio de la nueva consola PlayStation 5. Esta llegaría al mercado a partir del 3 de diciembre de 2020.

## Consolas

### PlayStation

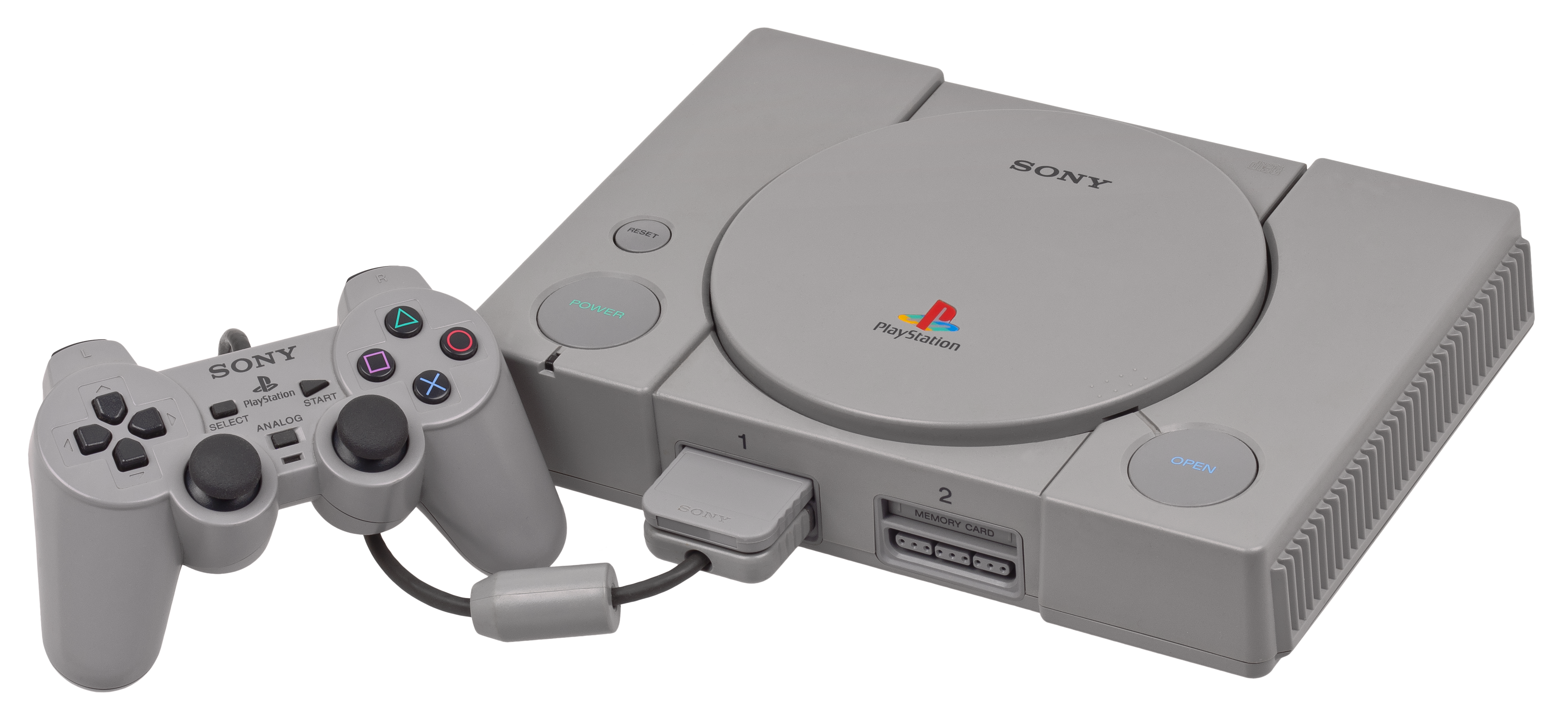
PlayStation

PlayStation se considera la videoconsola más exitosa de la quinta generación tanto en ventas, como en popularidad. Además de la original se lanzaron dos versiones más, la Net Yaroze y la PSone. Lanzada el 3 de diciembre de 1994, tuvo gran éxito en emplear el CD-ROM dentro de su hardware, a pesar de que otras compañías ya lo habían empleado, tales como: SEGA (Sega CD), Panasonic (3DO), Phillips (CD-i), Snk (Neo Geo CD). Dichas compañías tuvieron poco éxito al emplear el CD-ROM como soporte para almacenar juegos. Se estima que en todo el mundo Sony logró vender 104,25 millones de unidades de su videoconsola en 10 años. Fue descontinuada en 2006, y su último título fue FIFA Football 2005.

### PocketStation

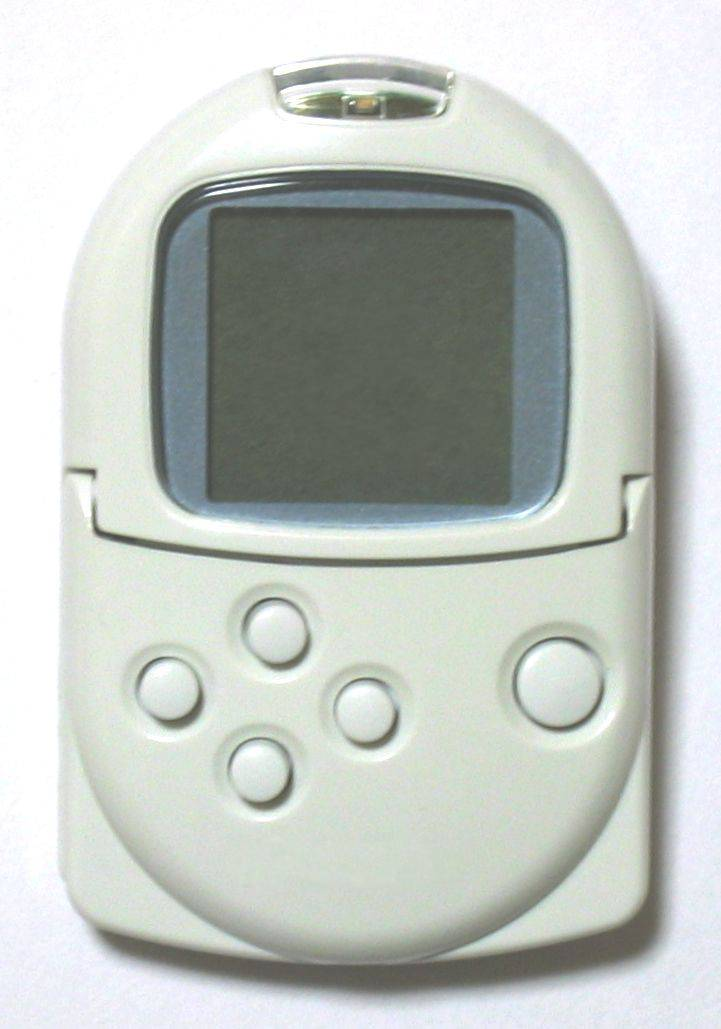
PocketStation

PocketStation es la primera videoconsola portátil de videojuegos creada por Sony en 1999, que fue enfocada a ser una tarjeta de memoria interactiva, exclusivamente lanzada en Japón, el 23 de enero de 1999 para PlayStation, creada como respuesta al VMU de Dreamcast, y competencia a la Game Boy Color de Nintendo, y la Neo Geo Pocket Color de SNK. Contiene una pantalla LCD, altavoces, un reloj de tiempo real e infrarrojos.

### PlayStation 2

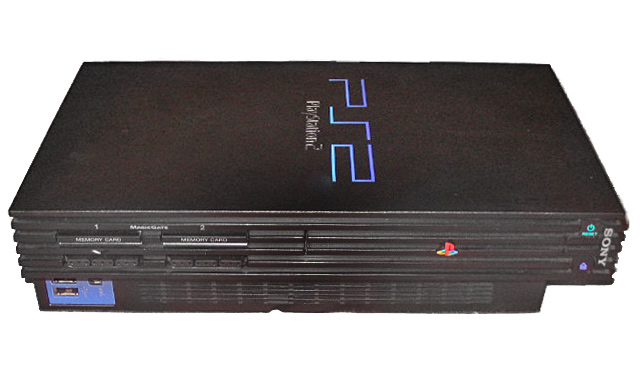
PlayStation 2

Una de las principales características distintivas son su procesador central conocido como Emotion Engine y su controlador de Dualshock 2. También el equipo incorpora un lector de DVD y 2 puertos USB 1.0 (algunos controladores utilizan estos puertos). En la versión PlayStation 2 Slim se incorporó un puerto Ethernet para que pueda ser utilizado el servicio de internet Central Station. El mismo puerto puede ser agregado a las versiones originales de la consola y fue la primera consola con disco duro, además, mucha gente formateo la Playstation 2 para grabar un juego en un DVD virgen y así poder jugarlos en la Ps2. Algunos juegos incorporan la posibilidad de jugar a través de una red de área local (LAN), lo que permite además jugar por internet a través del sistema gratuito XLink Kai.
Desde el año 2000 hasta el año 2013, rompió el récord como la videoconsola más vendida de la historia, con aproximadamente más de 155 millones de consolas comercializadas. Tras 12 años en el mercado, siendo una de las consolas más longevas de la historia, fue finalmente descontinuada el 4 de enero de 2013, siendo su último juego FIFA 14.

### PlayStation Portable (PSP)

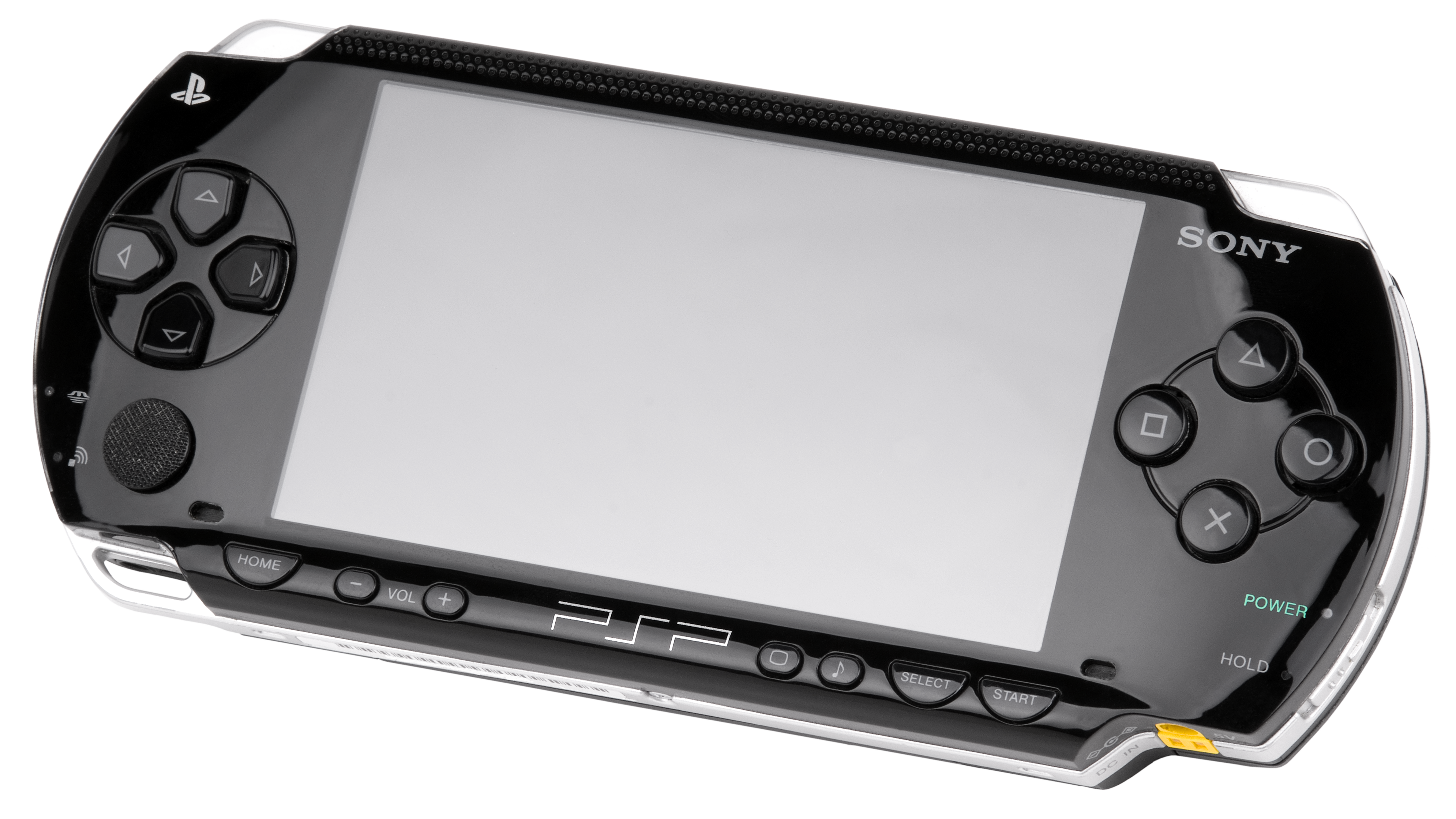
PSP

La PlayStation Portable o PSP es una videoconsola portátil de la multinacional de origen japonés, Sony Computer Entertainment, para videojuegos y multimedia. Se trata de la primera consola portátil a nivel mundial de Sony y la segunda lanzada en Japón y China.
La consola PSP cambió la tendencia de hacer cada vez aparatos portátiles más pequeños, sacando al mercado una consola con una pantalla mayor y convirtiéndose en la segunda consola portátil con un D stick (después de la Neo Geo Pocket).
El firmware actual de la consola es el 6.61, donde se ha mejorado la estabilidad del software del sistema durante el uso de algunas características.

### PlayStation 3

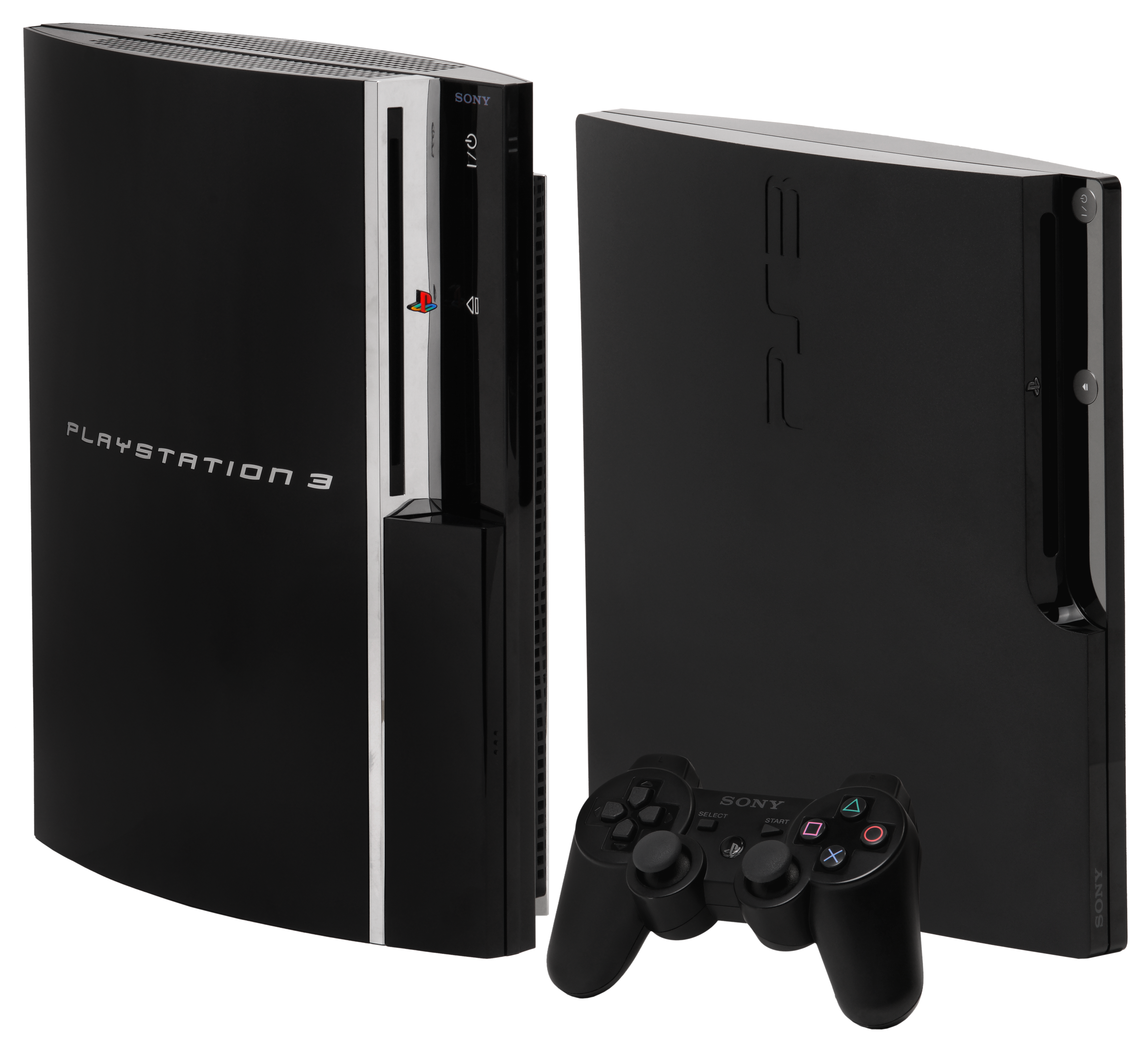
PlayStation 3

La PS3 se presentó en el año 2005. No llevaron una versión funcional del sistema, debido a cortes de electricidad y problemas de hardware, ni en el Tokyo Game Show de septiembre de 2005, aunque se hicieron demostraciones (como del juego Metal Gear Solid 4: Guns of the Patriots) mostrando en ambos eventos el kit de desarrollo de software. También se mostraron secuencias de vídeo basadas en las especificaciones pronosticadas. Sin embargo, posteriormente se reveló que las demostraciones de juegos no estaban funcionando en tiempo real sobre la máquina y utilizaron diversos trucos de post-producción. Lanzada al mercado mundialmente el 11 de noviembre de 2006, fue descontinuada el 29 de mayo de 2017, y su último videojuego conocido ha sido FIFA 19.

### PlayStation Vita

PlayStation Vita

PlayStation Vita, también conocida como PS Vita, es una videoconsola portátil creada por Sony Computer Entertainment, es la sucesora de PlayStation Portable y es parte de la familia PlayStation de videoconsolas. Fue presentada el 27 de enero de 2011 y puesta a la venta el día 17 de diciembre del mismo año en Japón. La llegada a Europa y toda América fue el 22 de febrero de 2012. Inicialmente, estaba destinada a competir directamente con la consola de Nintendo 3DS.
El firmware actual de la consola es el 3.74, donde se ha mejorado el rendimiento del sistema.
En septiembre de 2018, Sony anunció que la consola dejaría de producirse en Japón durante el año 2019.

### PlayStation 4

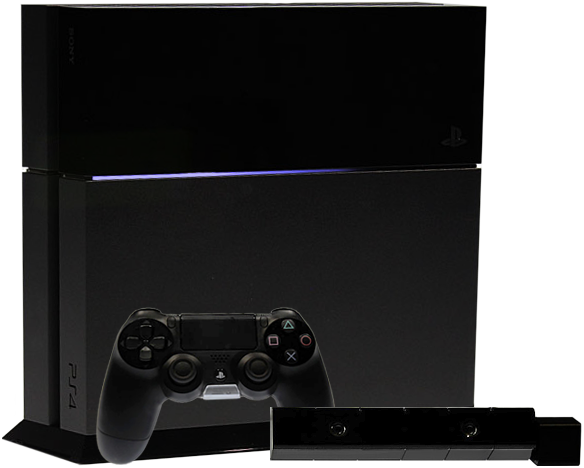
PlayStation 4

Su lanzamiento fue el 15 de noviembre de 2013 en Estados Unidos y en Europa y Sudamérica fue el 29 de noviembre de 2013. Cuenta con una memoria Ram 8 veces más potente que la de la PlayStation 3. Esta consola compite con Wii U y Switch de Nintendo y Xbox One de Microsoft.

### PlayStation 5

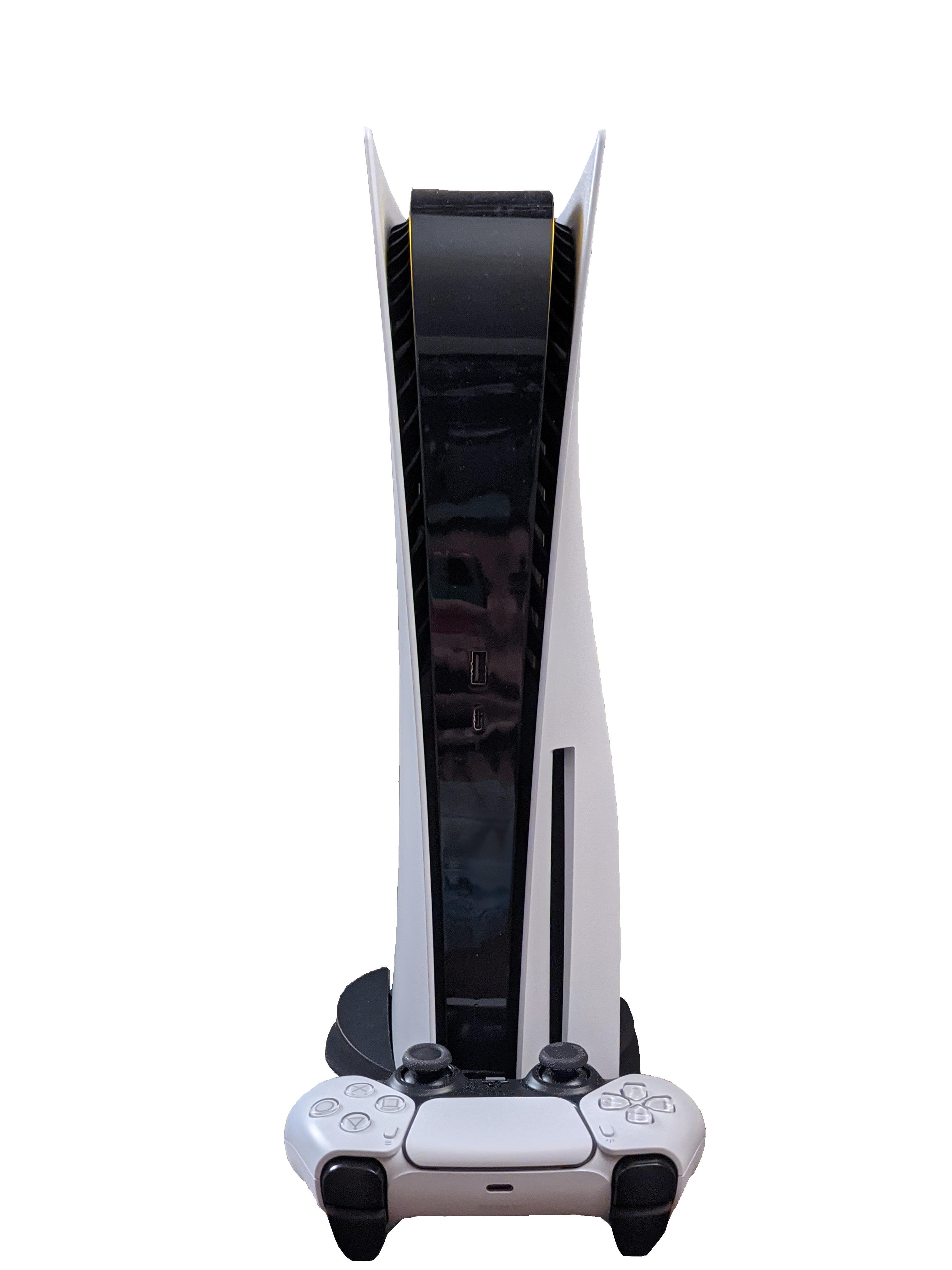
PlayStation 5 con DualSense

En una entrevista con Wired en abril de 2019, Mark Cerny, declaró que Sony estaba trabajando en una quinta consola sin nombre de la marca PlayStation que serviría como entrada a la próxima generación de consolas. Sin embargo, el día 8 de octubre de 2019, a través de un comunicado en el blog de Sony PlayStation, Sony hizo oficial el nombre de su consola de próxima generación, la cual fue llamada PlayStation 5, la empresa a su vez, afirmó que incluirá nueva tecnología y mejoras en los controles. De acuerdo con Cerny, la consola usará el procesador Ryzen de AMD con la arquitectura Zen 2 de 7 nm y con una GPU de la familia Navi de Radeon que incluye soporte para el renderizado de trazado de rayos en tiempo real, y aún sería compatible con medios físicos. La nueva consola cuenta con almacenamiento SSD, ya que Cerny enfatizó la necesidad de tiempos de carga rápidos y mayor ancho de banda para que los videojuegos sean más inmersivos, así como para admitir la transmisión de contenido requerida del disco para resoluciones gráficas de 8K. Cerny afirma que la nueva consola es totalmente compatible con los títulos de PlayStation 4 y PlayStation VR, e indica que la transición a la nueva consola es suave. Si bien es compatible con videojuegos en streaming, la consola incluye algún tipo de unidad de disco óptico, para videojuegos que aún se distribuyan en dichos medios. Los rumores de la industria indicaron que la declaración de Cerny coincidió con el envío del kit de desarrollo de software de la futura consola a terceros para evitar más rumores. El informe financiero de Sony para el trimestre que finalizó el 31 de marzo de 2019 afirmó que se estaba desarrollando un nuevo hardware de próxima generación, pero que no se vendería antes de abril de 2020.
La nueva consola tiene compatibilidad intergeneracional. Eso significa que los jugadores pueden comenzar una partida de un videojuego en la PlayStation 4 o cambiar a la misma partida guardada en la nueva consola y volver a cambiar también.

## Sagas de videojuegos más populares de PlayStation
Durante 25 años Sony se ha dedicado al desarrollo de juegos exclusivos para sus diferentes consolas, logrando crear sagas muy conocidas en el mundo de los videojuegos y dándole a Sony y su marca de PlayStation prestigio en el ámbito.
Uno de los más populares es Crash Bandicoot desarrollado por Naughty Dog para la PlayStation original, donde la trama se centra en Crash Bandicoot salvando al mundo de los planes del Doctor Neo Cortex, el juego tuvo un increíble éxito, haciendo que tuviera dos secuelas posteriores, y dos Spin-off para la misma consola, e hizo que Crash fuera considerado por un tiempo la mascota de Sony, compitiendo contra otras mascotas como Mario de Nintendo, y Sonic de Sega. posteriormente Naughty Dog dejaría al personaje, por lo que diferentes desarrolladoras crearian otros títulos para la PlayStation 2 que no siguen el hilo principal de la historia que dejó Naughty Dog. En 2017 se lanzaría Crash Bandicoot N Sane Trilogy, que es un Remake de los tres juegos originales para la consola PlayStation 4.
Gran Turismo es considerada la franquicia más importante y el buque insignia de Playstation. Debido a que es la saga que más venta ha tenido con más de 80 millones de copias vendidas, durante todas las consolas de Playstation. La temática de la saga es en base al género de Videojuego de carreras y simulación, en la cual el jugador deberá aprender a saber los diferentes mecanismos del auto para lograr un rendimiento eficiente. La franquicia es desarrollada por Polyphony Digital.
Uncharted es una de las sagas más populares de Playstation y la que mayor premios y reconocimiento ha tenido. Las ventas de la saga que empezó desde PlayStation 3 con la trilogía original y posteriormente con nuevas entregas para PlayStation Vita y PlayStation 4, han sido de casi 42 millones de unidades vendidas para diciembre del 2017. La saga se enfoca en el género de Videojuego de acción-aventura tomando control de Nathan Drake considerado por muchos fanes y críticos, como la figura más emblemática de PlayStation 3, uno de los más emblemáticos para la marca de Playstation y para el mundo de los videojuegos. La saga está influenciada por la saga de Tomb Raider y la franquicia de películas Indiana Jones. Fue desarrollada por Naughty Dog.
God of War es otra de las sagas más populares de la marca de Playstation y de las más queridas por los fanes. Desde su estreno en PlayStation 2 ha sido muy controvertida, debido a sus escenas de sexo y violencia en cada una de sus entregas. La serie se enfoca en el género de Hack and slash, donde el jugador toma control del personaje de Kratos, siendo otro de los personajes más emblemáticos de PlayStation y de los videojuegos. La saga desde mayo de 2019, ha logrado unas ventas de 32 millones de unidades para PlayStation 2, PlayStation 3, PlayStation Vita y PlayStation 4. La franquicia es desarrollada por SCE Santa Monica Studio.
Ratchet & Clank es conocida como la serie actual de Sony del género de Plataformas y disparos en tercera persona, más importante y conocida de Playstation. La saga gira en torno a Ratchet y su compañero Clank en sus aventuras espaciales. La serie la logrado vender cerca de 27 millones de unidades a lo largo de las consolas de PlayStation 2, PlayStation Portable, PlayStation 3, PlayStation Vita y PlayStation 4. La serie fue creada por la compañía Insomniac Games.
Little Big Planet es otra saga del género de Plataformas en donde el usuario, puede crear sus propios niveles y compartirlos, para que otros usuarios puedan jugarlo. La saga ha vendido cerca de 14 millones de unidades en 4 juegos, 2 para PlayStation 3 y los otros 2 en PlayStation Vita y PlayStation 4. Es desarrollada por Media Molecule.
Jak and Daxter es una serie de videojuegos creada por Naughty Dog. Hay tres juegos de la serie principal y tres spin-off, aunque estos también se consideran parte del argumento de la serie principal.
Los juegos son considerados historia a base de juegos de plataformas, incluyendo muchos puzles que implican saltar, a veces junto con evitar enemigos, y en juegos posteriores, usando armas diferentes en estilo shooter en tercera persona. La historia se centra en Jak y Daxter, dos amigos que van a aventuras en lugares múltiples en un mundo de ficción, incluyendo selvas, volcanes, ciudades y desiertos. La saga ha vendido un aproximado de 12 millones de unidades a lo largo de todas sus entregas. Se les considera la competencia de Ratchet & Clank, debido a la similitud de ambas sagas y considerados ambos mascotas de PlayStation.
SOCOM: U.S. Navy SEALs, Killzone y Resistance: Fall of Man son las principales franquicias de videojuegos de Sony con el género de first-person shooter para sus consolas de Playstation. La temática de SOCOM se basa a una unidad especial de las fuerzas de EE. UU., donde se realiza diferentes misiones. Killzone se desarrolla en una guerra intergalactica entre la Alianza estratégica interplanetaria conocidos como ISA y el imperio Helghas, mientras que Resistance trata de una historia alterna donde el mundo fue invadido, por una raza alienígena antes de la Segunda Guerra Mundial. Las 3 franquicias han logrado unas ventas totales de 30 millones de unidades, 12 millones para SOCOM, mientras que Killzone y Resistance han logrado 9 millones cada una. Killzone y Resistance fueron desarrolladas por Guerrilla Games e Insomniac Games, mientras que SOCOM la creó la extinta Zipper.
Infamous es una franquicia desarrollada por Sucker Punch Productions del género de Sandbox o Videojuego no lineal, mundo abierto. La Franquicia ofrece la posibilidad de jugar con un superhéroe en el gigantesco entorno de Empire City, con electrizantes superpoderes de alto voltaje y piruetas mortales. En los 2 primeros juegos de PlayStation 3 el protagonista es Cole McGrath, donde deberá decidir si quiere utilizar sus poderes para hacer el bien o el mal. Mientras que en el tercer juego para PlayStation 4 el protagonista pasa en manos de Delsin Rowe. Los 3 juegos han logrado unas ventas totales de 8 millones de unidades.
Twisted Metal es la saga de videojuegos de Sony más longeva con 25 años de existencia. La saga se centra en el combate en vehículos. En concepto, Twisted Metal es un derbi de demolición que permite el uso de proyectiles balísticos, ametralladoras, minas y otros tipos de armas (hasta un arma satelital y armas nucleares). Ha vendido hasta el día de hoy 7 millones de unidades.
Asimismo Sony ha desarrollado varios juegos que están pensados para ser futuras sagas como los es The Last of Us desarrollado por Naughty Dog, del cual salió para PlayStation 3 en 2013 y en PlayStation 4 para 2014, logrando unas ventas combinadas de más de 17 millones de copias hasta el mes de abril de 2018. La secuela llamada The Last of Us Part II está pensado para salir en el primer trimestre de 2020. En septiembre del 2018 fue lanzado para PlayStation 4, Spider-Man desarrollado por Insomniac Games, para agosto de 2019 se confirmó que el juego ha logrado vender más de 13 millones de unidades, ya hay planes para una secuela. Mientras que Guerrilla Games en febrero del 2017 lanzó un juego llamado Horizon Zero Dawn para PlayStation 4, que se sitúa en un mundo posapocalíptico, el 28 de febrero del 2019 se confirmó que Horizon Zero Dawn había logrado superar los 10 millones de copias vendidas.

## Personajes famosos de PlayStation
A lo largo de la historia de PlayStation, los desarrolladores de Sony han creado diversos personajes que con el tiempo, se han convertido dentro de la comunidad y mundo de los videojuegos en figuras importantes y conocidas.
Lista de los personajes más famosos de PlayStation.
| Personajes           | Origen                  |
| -------------------- | ----------------------- |
| Crash                | Crash Bandicoot         |
| Spyro                | Spyro el dragón         |
| Nathan Drake         | Uncharted               |
| Lara Croft           | Tomb Raider             |
| Abe                  | Oddworld: Abe's Oddysee |
| Kratos               | God of War              |
| Sweet Tooth          | Twisted Metal           |
| Sly Cooper           | Sly Cooper              |
| Jak y Daxter         | Jak and Daxter          |
| Ratchet y Clank      | Ratchet & Clank         |
| PaRappa              | PaRappa the Rapper      |
| Nariko               | Heavenly Sword          |
| Sackboy              | LittleBigPlanet         |
| Spike                | Ape Escape              |
| Aloy                 | Horizon Zero Dawn       |
| Kat                  | Gravity Rush            |
| Sir Daniel Forqueste | MediEvil                |
| Coronel Radec        | Killzone                |
| Cole MacGrath        | InFamous                |
| Joel y Ellie         | The Last of Us          |
| Astro Bot            | The Playroom            |